# 洛亚蒂群岛省
洛亚蒂群岛省（法语：Province des îles Loyauté）是法国在南太平洋的属地新喀里多尼亚的一个省，位於新喀里多尼亚的東部，距新喀里多尼亚岛100公里。该省涵盖洛亚蒂群岛全部岛屿，由乌韦阿岛、利富岛、马雷岛以及附近小岛组成，陆地面积約1970平方公里。人口约1.8万。法定首府利富，省政府实际位于利富市镇的韦。

## 行政区划
洛亚蒂群岛省分为3个市镇：
- 利富（辖利富島、蒂加岛以及附近小岛）
- 马雷（辖馬雷島和杜敦岛）
- 乌韦阿（辖乌韦阿岛、穆利岛、法亚瓦岛以及附近的岛屿）